# Timóteo (ort)
Timóteo är en ort i Brasilien.   Den ligger i kommunen Timóteo och delstaten Minas Gerais, i den sydöstra delen av landet, 700 km sydost om huvudstaden Brasília. Timóteo ligger 356 meter över havet och antalet invånare är 91 722.
Terrängen runt Timóteo är kuperad. Runt Timóteo är det mycket glesbefolkat, med 7 invånare per kvadratkilometer.. Närmaste större samhälle är Ipatinga, 17,2 km nordost om Timóteo.
I omgivningarna runt Timóteo växer i huvudsak städsegrön lövskog.